# Omloop Het Nieuwsblad 2020
Omloop Het Nieuwsblad 2020 var den 75. udgave af cykelløbet Omloop Het Nieuwsblad. Det var det fjerde arrangement på UCI's World Tour-kalender i 2020 og blev arrangeret 29. februar 2020. Løbet blev vundet af belgiske Jasper Stuyven fra Trek-Segafredo.

## Hold og ryttere
| UCI WorldTeams (19)- AG2R La Mondiale - Astana - Bahrain McLaren - Bora-Hansgrohe - CCC Team - Cofidis - Deceuninck-Quick Step - EF Pro Cycling - Groupama-FDJ - Israel Start-Up Nation - Lotto Soudal - Mitchelton-Scott - Movistar Team - NTT Pro Cycling - Ineos - Jumbo-Visma - Team Sunweb - Trek-Segafredo - UAE Team Emirates UCI ProTeams (6)- Alpecin-Fenix - Total Direct Énergie - Arkéa-Samsic - Circus-Wanty Gobert - Bingoal-Wallonie Bruxelles - Sport Vlaanderen-Baloise |
| |

### Danske ryttere
- Michael Valgren kørte for NTT Pro Cycling
- Andreas Stokbro kørte for NTT Pro Cycling
- Kasper Asgreen kørte for Deceuninck-Quick Step
- Søren Kragh Andersen kørte for Team Sunweb
- Casper Pedersen kørte for Team Sunweb
- Mads Pedersen kørte for Trek-Segafredo
- Mikkel Bjerg kørte for UAE Team Emirates
- Mads Würtz Schmidt kørte for Israel Start-Up Nation

## Resultater
| \| Samlede stilling \| Samlede stilling \| Samlede stilling \| Samlede stilling \| Samlede stilling \| \| Rytter \| Rytter \| Hold \| Tid \| \| \| ---------------- \| -------------------- \| --------------------- \| ---------------- \| ---------------- \| \| 1. \| Jasper Stuyven \| Trek-Segafredo \| 5t 03' 24" \| \| \| 2. \| Yves Lampaert \| Deceuninck-Quick Step \| + 0" \| \| \| 3. \| Søren Kragh Andersen \| Team Sunweb \| + 6" \| \| \| 4. \| Matteo Trentin \| CCC Team \| + 39" \| \| \| 5. \| Tim Declercq \| Deceuninck-Quick Step \| + 1' 28" \| \| \| 6. \| Mike Teunissen \| Jumbo-Visma \| + 1' 28" \| \| \| 7. \| Oliver Naesen \| AG2R La Mondiale \| + 1' 28" \| \| \| 8. \| Philippe Gilbert \| Lotto-Soudal \| + 1' 28" \| \| \| 9. \| Stefan Küng \| Groupama-FDJ \| + 1' 28" \| \| \| 10. \| Florian Sénéchal \| Deceuninck-Quick Step \| + 1' 28" \| \| |                      |                       |            |
| |                      |                       |            |
| Kilde: ProCyclingStats |                      |                       |            |
| Samlede stilling |                      |                       |            |
| Rytter | Rytter               | Hold                  | Tid        |
| 1. | Jasper Stuyven       | Trek-Segafredo        | 5t 03' 24" |
| 2. | Yves Lampaert        | Deceuninck-Quick Step | + 0"       |
| 3. | Søren Kragh Andersen | Team Sunweb           | + 6"       |
| 4. | Matteo Trentin       | CCC Team              | + 39"      |
| 5. | Tim Declercq         | Deceuninck-Quick Step | + 1' 28"   |
| 6. | Mike Teunissen       | Jumbo-Visma           | + 1' 28"   |
| 7. | Oliver Naesen        | AG2R La Mondiale      | + 1' 28"   |
| 8. | Philippe Gilbert     | Lotto-Soudal          | + 1' 28"   |
| 9. | Stefan Küng          | Groupama-FDJ          | + 1' 28"   |
| 10. | Florian Sénéchal     | Deceuninck-Quick Step | + 1' 28"   |

## Startliste
| Deceuninck-Quick Step DQT | Deceuninck-Quick Step DQT    | Deceuninck-Quick Step DQT |
| ------------------------- | ---------------------------- | ------------------------- |
| Nr.                       | Rytter                       | Placering                 |
| 1                         | Zdeněk Štybar (CZE)          | 36.                       |
| 2                         | Kasper Asgreen (DEN)         | 35.                       |
| 3                         | Tim Declercq (BEL)           | 5.                        |
| 4                         | Bob Jungels (LUX) (landevej) | 32.                       |
| 5                         | Iljo Keisse (BEL)            | DNF                       |
| 6                         | Yves Lampaert (BEL)          | 2.                        |
| 7                         | Florian Sénéchal (FRA)       | 10.                       |

| Trek-Segafredo TFS | Trek-Segafredo TFS             | Trek-Segafredo TFS |
| ------------------ | ------------------------------ | ------------------ |
| Nr.                | Rytter                         | Placering          |
| 11                 | Mads Pedersen (DEN) (landevej) | 66.                |
| 12                 | Quinn Simmons (USA)            | DNF                |
| 13                 | Alex Kirsch (LUX)              | 45.                |
| 14                 | Emīls Liepiņš (LAT)            | DNF                |
| 15                 | Ryan Mullen (IRL)              | DNF                |
| 16                 | Jasper Stuyven (BEL)           | 1.                 |
| 17                 | Edward Theuns (BEL)            | DNF                |

| Lotto-Soudal LTS | Lotto-Soudal LTS        | Lotto-Soudal LTS |
| ---------------- | ----------------------- | ---------------- |
| Nr.              | Rytter                  | Placering        |
| 21               | Philippe Gilbert (BEL)  | 8.               |
| 22               | Frederik Frison (BEL)   | 15.              |
| 23               | Nikolas Maes (BEL)      | 63.              |
| 24               | Brian van Goethem (NED) | DNF              |
| 25               | Brent Van Moer (BEL)    | 34.              |
| 26               | Jonathan Dibben (GBR)   | DNF              |
| 27               | Tim Wellens (BEL)       | 28.              |

| CCC Team CCC | CCC Team CCC                   | CCC Team CCC |
| ------------ | ------------------------------ | ------------ |
| Nr.          | Rytter                         | Placering    |
| 31           | Greg Van Avermaet (BEL)        | 13.          |
| 32           | Jonas Koch (GER)               | DNF          |
| 33           | Michael Schär (SUI)            | 31.          |
| 34           | Matteo Trentin (ITA)           | 4.           |
| 35           | Gijs Van Hoecke (BEL)          | DNF          |
| 36           | Nathan Van Hooydonck (BEL)     | 26.          |
| 37           | Guillaume Van Keirsbulck (BEL) | 60.          |

| AG2R La Mondiale ALM | AG2R La Mondiale ALM    | AG2R La Mondiale ALM |
| -------------------- | ----------------------- | -------------------- |
| Nr.                  | Rytter                  | Placering            |
| 41                   | Oliver Naesen (BEL)     | 7.                   |
| 42                   | Silvan Dillier (SUI)    | 17.                  |
| 43                   | Julien Duval (FRA)      | DNF                  |
| 44                   | Dorian Godon (FRA)      | DNF                  |
| 45                   | Alexis Gougeard (FRA)   | DNS                  |
| 46                   | Lawrence Naesen (BEL)   | DNF                  |
| 47                   | Clément Venturini (FRA) | 41.                  |

| EF Pro Cycling EF1 | EF Pro Cycling EF1         | EF Pro Cycling EF1 |
| ------------------ | -------------------------- | ------------------ |
| Nr.                | Rytter                     | Placering          |
| 51                 | Sep Vanmarcke (BEL)        | 23.                |
| 52                 | Kristoffer Halvorsen (NOR) | DNF                |
| 53                 | Jens Keukeleire (BEL)      | 51.                |
| 54                 | Julius van den Berg (NED)  | DNF                |
| 55                 | Logan Owen (USA)           | DNF                |
| 56                 | Jonas Rutsch (GER)         | DNF                |
| 57                 | Thomas Scully (NZL)        | DNF                |

| Astana AST | Astana AST               | Astana AST |
| ---------- | ------------------------ | ---------- |
| Nr.        | Rytter                   | Placering  |
| 61         | Laurens De Vreese (BEL)  | DNF        |
| 62         | Alex Aranburu (ESP)      | DNF        |
| 63         | Fabio Felline (ITA)      | 68.        |
| 64         | Dmitrij Gruzdev (KAZ)    | DNF        |
| 65         | Hugo Houle (CAN)         | DNF        |
| 66         | Manuele Boaro (ITA)      | DNF        |
| 67         | Zjandos Bizjigitov (KAZ) | DNF        |

| Bahrain McLaren TBM | Bahrain McLaren TBM     | Bahrain McLaren TBM |
| ------------------- | ----------------------- | ------------------- |
| Nr.                 | Rytter                  | Placering           |
| 71                  | Dylan Teuns (BEL)       | 18.                 |
| 72                  | Marcel Sieberg (GER)    | DNF                 |
| 73                  | Grega Bole (SLO)        | DNF                 |
| 74                  | Sonny Colbrelli (ITA)   | 50.                 |
| 75                  | Heinrich Haussler (AUS) | 22.                 |
| 76                  | Luka Pibernik (SLO)     | DNF                 |
| 77                  | Fred Wright (GBR)       | 69.                 |

| Bora-Hansgrohe BOH | Bora-Hansgrohe BOH        | Bora-Hansgrohe BOH |
| ------------------ | ------------------------- | ------------------ |
| Nr.                | Rytter                    | Placering          |
| 81                 | Erik Baška (SVK)          | DNF                |
| 82                 | Jempy Drucker (LUX)       | 12.                |
| 83                 | Patrick Gamper (AUT)      | DNF                |
| 84                 | Martin Laas (EST)         | DNF                |
| 85                 | Lukas Pöstlberger (AUT)   | 20.                |
| 86                 | Ide Schelling (NED)       | 56.                |
| 87                 | Andreas Schillinger (GER) | DNF                |

| Cofidis COF | Cofidis COF             | Cofidis COF |
| ----------- | ----------------------- | ----------- |
| Nr.         | Rytter                  | Placering   |
| 91          | Dimitri Claeys (BEL)    | DNF         |
| 92          | Piet Allegaert (BEL)    | 42.         |
| 93          | Cyril Lemoine (FRA)     | 61.         |
| 94          | Emmanuel Morin (FRA)    | DNF         |
| 95          | Damien Touzé (FRA)      | DNF         |
| 96          | Kenneth Vanbilsen (BEL) | DNF         |
| 97          | Julien Vermote (BEL)    | DNF         |

| Groupama-FDJ GFC | Groupama-FDJ GFC        | Groupama-FDJ GFC |
| ---------------- | ----------------------- | ---------------- |
| Nr.              | Rytter                  | Placering        |
| 101              | Stefan Küng (SUI)       | 9.               |
| 102              | Marc Sarreau (FRA)      | DNF              |
| 103              | Mickaël Delage (FRA)    | DNF              |
| 104              | Kevin Geniets (LUX)     | DNF              |
| 105              | Olivier Le Gac (FRA)    | DNF              |
| 106              | Fabian Lienhard (SUI)   | DNF              |
| 107              | Tobias Ludvigsson (SWE) | DNF              |

| Israel Start-Up Nation ISN | Israel Start-Up Nation ISN | Israel Start-Up Nation ISN |
| -------------------------- | -------------------------- | -------------------------- |
| Nr.                        | Rytter                     | Placering                  |
| 111                        | Nils Politt (GER)          | 47.                        |
| 112                        | Jenthe Biermans (BEL)      | 37.                        |
| 113                        | Guillaume Boivin (CAN)     | DNF                        |
| 114                        | Travis McCabe (USA)        | DNF                        |
| 115                        | Mads Würtz Schmidt (DEN)   | DNF                        |
| 116                        | Krists Neilands (LAT)      | DNF                        |
| 117                        | Tom Van Asbroeck (BEL)     | 55.                        |

| Mitchelton-Scott MTS | Mitchelton-Scott MTS      | Mitchelton-Scott MTS |
| -------------------- | ------------------------- | -------------------- |
| Nr.                  | Rytter                    | Placering            |
| 121                  | Edoardo Affini (ITA)      | 53.                  |
| 122                  | Sam Bewley (NZL)          | DNF                  |
| 123                  | Luke Durbridge (AUS)      | DNF                  |
| 124                  | Alexander Edmondson (AUS) | DNF                  |
| 125                  | Alexander Konysjev (ITA)  | 58.                  |
| 126                  | Dion Smith (NZL)          | 52.                  |
| 127                  | Robert Stannard (AUS)     | DNF                  |

| Movistar Team MOV | Movistar Team MOV      | Movistar Team MOV |
| ----------------- | ---------------------- | ----------------- |
| Nr.               | Rytter                 | Placering         |
| 131               | Jürgen Roelandts (BEL) | 16.               |
| 132               | Gabriel Cullaigh (GBR) | DNF               |
| 133               | Juri Hollmann (GER)    | DNF               |
| 134               | Johan Jacobs (SUI)     | 27.               |
| 135               | Matteo Jorgenson (USA) | DNF               |
| 136               | Lluís Mas (ESP)        | DNF               |
| 137               | Eduard Prades (ESP)    | DNF               |

| Team Ineos INS | Team Ineos INS             | Team Ineos INS |
| -------------- | -------------------------- | -------------- |
| Nr.            | Rytter                     | Placering      |
| 141            | Ian Stannard (GBR)         | 49.            |
| 142            | Owain Doull (GBR)          | DNF            |
| 143            | Christopher Lawless (GBR)  | DNF            |
| 144            | Gianni Moscon (ITA)        | 54.            |
| 145            | Luke Rowe (GBR)            | DNF            |
| 146            | Ben Swift (GBR) (landevej) | 38.            |
| 147            | Leonardo Basso (ITA)       | DNF            |

| Jumbo-Visma TJV | Jumbo-Visma TJV                        | Jumbo-Visma TJV |
| --------------- | -------------------------------------- | --------------- |
| Nr.             | Rytter                                 | Placering       |
| 151             | Wout van Aert (BEL)                    | 11.             |
| 152             | Pascal Eenkhoorn (NED)                 | 39.             |
| 153             | Amund Grøndahl Jansen (NOR) (landevej) | DNF             |
| 154             | Bert-Jan Lindeman (NED)                | DNF             |
| 155             | Mike Teunissen (NED)                   | 6.              |
| 156             | Taco van der Hoorn (NED)               | DNF             |
| 157             | Maarten Wynants (BEL)                  | 67.             |

| NTT Pro Cycling NTT | NTT Pro Cycling NTT               | NTT Pro Cycling NTT |
| ------------------- | --------------------------------- | ------------------- |
| Nr.                 | Rytter                            | Placering           |
| 161                 | Michael Valgren (DEN)             | 21.                 |
| 162                 | Michael Gogl (AUT)                | DNF                 |
| 163                 | Edvald Boasson Hagen (NOR)        | 59.                 |
| 164                 | Reinardt Janse van Rensburg (RSA) | 43.                 |
| 165                 | Andreas Stokbro (DEN)             | DNF                 |
| 166                 | Rasmus Tiller (NOR)               | DNF                 |
| 167                 | Samuele Battistella (ITA)         | DNF                 |

| Team Sunweb SUN | Team Sunweb SUN            | Team Sunweb SUN |
| --------------- | -------------------------- | --------------- |
| Nr.             | Rytter                     | Placering       |
| 171             | Tiesj Benoot (BEL)         | 14.             |
| 172             | Nikias Arndt (GER)         | DNF             |
| 173             | Nico Denz (GER)            | DNF             |
| 174             | Nils Eekhoff (NED)         | DNF             |
| 175             | Søren Kragh Andersen (DEN) | 3.              |
| 176             | Casper Pedersen (DEN)      | DNF             |
| 177             | Jasha Sütterlin (GER)      | DNF             |

| UAE Team Emirates UAD | UAE Team Emirates UAD      | UAE Team Emirates UAD |
| --------------------- | -------------------------- | --------------------- |
| Nr.                   | Rytter                     | Placering             |
| 181                   | Alexander Kristoff (NOR)   | DNF                   |
| 182                   | Mikkel Bjerg (DEN)         | DNF                   |
| 183                   | Tom Bohli (SUI)            | DNF                   |
| 184                   | Alessandro Covi (ITA)      | DNF                   |
| 185                   | Vegard Stake Laengen (NOR) | DNF                   |
| 186                   | Marco Marcato (ITA)        | 48.                   |
| 187                   | Sebastián Molano (COL)     | DNF                   |

| Alpecin-Fenix AFC | Alpecin-Fenix AFC       | Alpecin-Fenix AFC |
| ----------------- | ----------------------- | ----------------- |
| Nr.               | Rytter                  | Placering         |
| 191               | Floris De Tier (BEL)    | DNF               |
| 192               | Dries De Bondt (BEL)    | 40.               |
| 193               | Senne Leysen (BEL)      | DNF               |
| 194               | Kristian Sbaragli (ITA) | DNF               |
| 195               | Scott Thwaites (GBR)    | 24.               |
| 196               | Petr Vakoč (CZE)        | 65.               |
| 197               | Otto Vergaerde (BEL)    | DNF               |

| Bingoal-Wallonie Bruxelles WVA | Bingoal-Wallonie Bruxelles WVA | Bingoal-Wallonie Bruxelles WVA |
| ------------------------------ | ------------------------------ | ------------------------------ |
| Nr.                            | Rytter                         | Placering                      |
| 201                            | Eliot Lietaer (BEL)            | DNF                            |
| 202                            | Aksel Nõmmela (EST)            | DNF                            |
| 203                            | Mathijs Paasschens (NED)       | DNF                            |
| 204                            | Ludovic Robeet (BEL)           | DNF                            |
| 205                            | Franklin Six (BEL)             | DNF                            |
| 206                            | Joel Suter (SUI)               | DNF                            |
| 207                            | Lionel Taminiaux (BEL)         | DNF                            |

| Circus-Wanty Gobert CWG | Circus-Wanty Gobert CWG    | Circus-Wanty Gobert CWG |
| ----------------------- | -------------------------- | ----------------------- |
| Nr.                     | Rytter                     | Placering               |
| 211                     | Aimé De Gendt (BEL)        | 19.                     |
| 212                     | Ludwig De Winter (BEL)     | DNF                     |
| 213                     | Yoann Offredo (FRA)        | DNF                     |
| 214                     | Pieter Vanspeybrouck (BEL) | DNF                     |
| 215                     | Boy van Poppel (NED)       | 57.                     |
| 216                     | Danny van Poppel (NED)     | DNF                     |
| 217                     | Loïc Vliegen (BEL)         | DNF                     |

| Sport Vlaanderen-Baloise SVB | Sport Vlaanderen-Baloise SVB | Sport Vlaanderen-Baloise SVB |
| ---------------------------- | ---------------------------- | ---------------------------- |
| Nr.                          | Rytter                       | Placering                    |
| 221                          | Amaury Capiot (BEL)          | 64.                          |
| 222                          | Gilles De Wilde (BEL)        | DNF                          |
| 223                          | Edward Planckaert (BEL)      | 29.                          |
| 224                          | Thomas Sprengers (BEL)       | DNF                          |
| 225                          | Kevin Deltombe (BEL)         | DNF                          |
| 226                          | Cedric Beullens (BEL)        | DNF                          |
| 227                          | Jordi Warlop (BEL)           | 44.                          |

| Arkéa-Samsic ARK | Arkéa-Samsic ARK       | Arkéa-Samsic ARK |
| ---------------- | ---------------------- | ---------------- |
| Nr.              | Rytter                 | Placering        |
| 231              | Benoît Jarrier (FRA)   | DNF              |
| 232              | Daniel McLay (GBR)     | DNF              |
| 233              | Florian Vachon (FRA)   | DNF              |
| 234              | Christophe Noppe (BEL) | 46.              |
| 235              | Clément Russo (FRA)    | DNF              |
| 236              | Connor Swift (GBR)     | 62.              |
| 237              | Bram Welten (NED)      | DNF              |

| Total Direct Énergie TDE | Total Direct Énergie TDE | Total Direct Énergie TDE |
| ------------------------ | ------------------------ | ------------------------ |
| Nr.                      | Rytter                   | Placering                |
| 241                      | Niki Terpstra (NED)      | 33.                      |
| 242                      | Damien Gaudin (FRA)      | DNF                      |
| 243                      | Lorrenzo Manzin (FRA)    | DNF                      |
| 244                      | Adrien Petit (FRA)       | DNF                      |
| 245                      | Geoffrey Soupe (FRA)     | DNF                      |
| 246                      | Anthony Turgis (FRA)     | 25.                      |
| 247                      | Dries Van Gestel (BEL)   | 30.                      |

| Deceuninck-Quick Step DQT | Deceuninck-Quick Step DQT    | Deceuninck-Quick Step DQT |
| ------------------------- | ---------------------------- | ------------------------- |
| Nr.                       | Rytter                       | Placering                 |
| 1                         | Zdeněk Štybar (CZE)          | 36.                       |
| 2                         | Kasper Asgreen (DEN)         | 35.                       |
| 3                         | Tim Declercq (BEL)           | 5.                        |
| 4                         | Bob Jungels (LUX) (landevej) | 32.                       |
| 5                         | Iljo Keisse (BEL)            | DNF                       |
| 6                         | Yves Lampaert (BEL)          | 2.                        |
| 7                         | Florian Sénéchal (FRA)       | 10.                       |

| Trek-Segafredo TFS | Trek-Segafredo TFS             | Trek-Segafredo TFS |
| ------------------ | ------------------------------ | ------------------ |
| Nr.                | Rytter                         | Placering          |
| 11                 | Mads Pedersen (DEN) (landevej) | 66.                |
| 12                 | Quinn Simmons (USA)            | DNF                |
| 13                 | Alex Kirsch (LUX)              | 45.                |
| 14                 | Emīls Liepiņš (LAT)            | DNF                |
| 15                 | Ryan Mullen (IRL)              | DNF                |
| 16                 | Jasper Stuyven (BEL)           | 1.                 |
| 17                 | Edward Theuns (BEL)            | DNF                |

| Lotto-Soudal LTS | Lotto-Soudal LTS        | Lotto-Soudal LTS |
| ---------------- | ----------------------- | ---------------- |
| Nr.              | Rytter                  | Placering        |
| 21               | Philippe Gilbert (BEL)  | 8.               |
| 22               | Frederik Frison (BEL)   | 15.              |
| 23               | Nikolas Maes (BEL)      | 63.              |
| 24               | Brian van Goethem (NED) | DNF              |
| 25               | Brent Van Moer (BEL)    | 34.              |
| 26               | Jonathan Dibben (GBR)   | DNF              |
| 27               | Tim Wellens (BEL)       | 28.              |

| CCC Team CCC | CCC Team CCC                   | CCC Team CCC |
| ------------ | ------------------------------ | ------------ |
| Nr.          | Rytter                         | Placering    |
| 31           | Greg Van Avermaet (BEL)        | 13.          |
| 32           | Jonas Koch (GER)               | DNF          |
| 33           | Michael Schär (SUI)            | 31.          |
| 34           | Matteo Trentin (ITA)           | 4.           |
| 35           | Gijs Van Hoecke (BEL)          | DNF          |
| 36           | Nathan Van Hooydonck (BEL)     | 26.          |
| 37           | Guillaume Van Keirsbulck (BEL) | 60.          |

| AG2R La Mondiale ALM | AG2R La Mondiale ALM    | AG2R La Mondiale ALM |
| -------------------- | ----------------------- | -------------------- |
| Nr.                  | Rytter                  | Placering            |
| 41                   | Oliver Naesen (BEL)     | 7.                   |
| 42                   | Silvan Dillier (SUI)    | 17.                  |
| 43                   | Julien Duval (FRA)      | DNF                  |
| 44                   | Dorian Godon (FRA)      | DNF                  |
| 45                   | Alexis Gougeard (FRA)   | DNS                  |
| 46                   | Lawrence Naesen (BEL)   | DNF                  |
| 47                   | Clément Venturini (FRA) | 41.                  |

| EF Pro Cycling EF1 | EF Pro Cycling EF1         | EF Pro Cycling EF1 |
| ------------------ | -------------------------- | ------------------ |
| Nr.                | Rytter                     | Placering          |
| 51                 | Sep Vanmarcke (BEL)        | 23.                |
| 52                 | Kristoffer Halvorsen (NOR) | DNF                |
| 53                 | Jens Keukeleire (BEL)      | 51.                |
| 54                 | Julius van den Berg (NED)  | DNF                |
| 55                 | Logan Owen (USA)           | DNF                |
| 56                 | Jonas Rutsch (GER)         | DNF                |
| 57                 | Thomas Scully (NZL)        | DNF                |

| Astana AST | Astana AST               | Astana AST |
| ---------- | ------------------------ | ---------- |
| Nr.        | Rytter                   | Placering  |
| 61         | Laurens De Vreese (BEL)  | DNF        |
| 62         | Alex Aranburu (ESP)      | DNF        |
| 63         | Fabio Felline (ITA)      | 68.        |
| 64         | Dmitrij Gruzdev (KAZ)    | DNF        |
| 65         | Hugo Houle (CAN)         | DNF        |
| 66         | Manuele Boaro (ITA)      | DNF        |
| 67         | Zjandos Bizjigitov (KAZ) | DNF        |

| Bahrain McLaren TBM | Bahrain McLaren TBM     | Bahrain McLaren TBM |
| ------------------- | ----------------------- | ------------------- |
| Nr.                 | Rytter                  | Placering           |
| 71                  | Dylan Teuns (BEL)       | 18.                 |
| 72                  | Marcel Sieberg (GER)    | DNF                 |
| 73                  | Grega Bole (SLO)        | DNF                 |
| 74                  | Sonny Colbrelli (ITA)   | 50.                 |
| 75                  | Heinrich Haussler (AUS) | 22.                 |
| 76                  | Luka Pibernik (SLO)     | DNF                 |
| 77                  | Fred Wright (GBR)       | 69.                 |

| Bora-Hansgrohe BOH | Bora-Hansgrohe BOH        | Bora-Hansgrohe BOH |
| ------------------ | ------------------------- | ------------------ |
| Nr.                | Rytter                    | Placering          |
| 81                 | Erik Baška (SVK)          | DNF                |
| 82                 | Jempy Drucker (LUX)       | 12.                |
| 83                 | Patrick Gamper (AUT)      | DNF                |
| 84                 | Martin Laas (EST)         | DNF                |
| 85                 | Lukas Pöstlberger (AUT)   | 20.                |
| 86                 | Ide Schelling (NED)       | 56.                |
| 87                 | Andreas Schillinger (GER) | DNF                |

| Cofidis COF | Cofidis COF             | Cofidis COF |
| ----------- | ----------------------- | ----------- |
| Nr.         | Rytter                  | Placering   |
| 91          | Dimitri Claeys (BEL)    | DNF         |
| 92          | Piet Allegaert (BEL)    | 42.         |
| 93          | Cyril Lemoine (FRA)     | 61.         |
| 94          | Emmanuel Morin (FRA)    | DNF         |
| 95          | Damien Touzé (FRA)      | DNF         |
| 96          | Kenneth Vanbilsen (BEL) | DNF         |
| 97          | Julien Vermote (BEL)    | DNF         |

| Groupama-FDJ GFC | Groupama-FDJ GFC        | Groupama-FDJ GFC |
| ---------------- | ----------------------- | ---------------- |
| Nr.              | Rytter                  | Placering        |
| 101              | Stefan Küng (SUI)       | 9.               |
| 102              | Marc Sarreau (FRA)      | DNF              |
| 103              | Mickaël Delage (FRA)    | DNF              |
| 104              | Kevin Geniets (LUX)     | DNF              |
| 105              | Olivier Le Gac (FRA)    | DNF              |
| 106              | Fabian Lienhard (SUI)   | DNF              |
| 107              | Tobias Ludvigsson (SWE) | DNF              |

| Israel Start-Up Nation ISN | Israel Start-Up Nation ISN | Israel Start-Up Nation ISN |
| -------------------------- | -------------------------- | -------------------------- |
| Nr.                        | Rytter                     | Placering                  |
| 111                        | Nils Politt (GER)          | 47.                        |
| 112                        | Jenthe Biermans (BEL)      | 37.                        |
| 113                        | Guillaume Boivin (CAN)     | DNF                        |
| 114                        | Travis McCabe (USA)        | DNF                        |
| 115                        | Mads Würtz Schmidt (DEN)   | DNF                        |
| 116                        | Krists Neilands (LAT)      | DNF                        |
| 117                        | Tom Van Asbroeck (BEL)     | 55.                        |

| Mitchelton-Scott MTS | Mitchelton-Scott MTS      | Mitchelton-Scott MTS |
| -------------------- | ------------------------- | -------------------- |
| Nr.                  | Rytter                    | Placering            |
| 121                  | Edoardo Affini (ITA)      | 53.                  |
| 122                  | Sam Bewley (NZL)          | DNF                  |
| 123                  | Luke Durbridge (AUS)      | DNF                  |
| 124                  | Alexander Edmondson (AUS) | DNF                  |
| 125                  | Alexander Konysjev (ITA)  | 58.                  |
| 126                  | Dion Smith (NZL)          | 52.                  |
| 127                  | Robert Stannard (AUS)     | DNF                  |

| Movistar Team MOV | Movistar Team MOV      | Movistar Team MOV |
| ----------------- | ---------------------- | ----------------- |
| Nr.               | Rytter                 | Placering         |
| 131               | Jürgen Roelandts (BEL) | 16.               |
| 132               | Gabriel Cullaigh (GBR) | DNF               |
| 133               | Juri Hollmann (GER)    | DNF               |
| 134               | Johan Jacobs (SUI)     | 27.               |
| 135               | Matteo Jorgenson (USA) | DNF               |
| 136               | Lluís Mas (ESP)        | DNF               |
| 137               | Eduard Prades (ESP)    | DNF               |

| Team Ineos INS | Team Ineos INS             | Team Ineos INS |
| -------------- | -------------------------- | -------------- |
| Nr.            | Rytter                     | Placering      |
| 141            | Ian Stannard (GBR)         | 49.            |
| 142            | Owain Doull (GBR)          | DNF            |
| 143            | Christopher Lawless (GBR)  | DNF            |
| 144            | Gianni Moscon (ITA)        | 54.            |
| 145            | Luke Rowe (GBR)            | DNF            |
| 146            | Ben Swift (GBR) (landevej) | 38.            |
| 147            | Leonardo Basso (ITA)       | DNF            |

| Jumbo-Visma TJV | Jumbo-Visma TJV                        | Jumbo-Visma TJV |
| --------------- | -------------------------------------- | --------------- |
| Nr.             | Rytter                                 | Placering       |
| 151             | Wout van Aert (BEL)                    | 11.             |
| 152             | Pascal Eenkhoorn (NED)                 | 39.             |
| 153             | Amund Grøndahl Jansen (NOR) (landevej) | DNF             |
| 154             | Bert-Jan Lindeman (NED)                | DNF             |
| 155             | Mike Teunissen (NED)                   | 6.              |
| 156             | Taco van der Hoorn (NED)               | DNF             |
| 157             | Maarten Wynants (BEL)                  | 67.             |

| NTT Pro Cycling NTT | NTT Pro Cycling NTT               | NTT Pro Cycling NTT |
| ------------------- | --------------------------------- | ------------------- |
| Nr.                 | Rytter                            | Placering           |
| 161                 | Michael Valgren (DEN)             | 21.                 |
| 162                 | Michael Gogl (AUT)                | DNF                 |
| 163                 | Edvald Boasson Hagen (NOR)        | 59.                 |
| 164                 | Reinardt Janse van Rensburg (RSA) | 43.                 |
| 165                 | Andreas Stokbro (DEN)             | DNF                 |
| 166                 | Rasmus Tiller (NOR)               | DNF                 |
| 167                 | Samuele Battistella (ITA)         | DNF                 |

| Team Sunweb SUN | Team Sunweb SUN            | Team Sunweb SUN |
| --------------- | -------------------------- | --------------- |
| Nr.             | Rytter                     | Placering       |
| 171             | Tiesj Benoot (BEL)         | 14.             |
| 172             | Nikias Arndt (GER)         | DNF             |
| 173             | Nico Denz (GER)            | DNF             |
| 174             | Nils Eekhoff (NED)         | DNF             |
| 175             | Søren Kragh Andersen (DEN) | 3.              |
| 176             | Casper Pedersen (DEN)      | DNF             |
| 177             | Jasha Sütterlin (GER)      | DNF             |

| UAE Team Emirates UAD | UAE Team Emirates UAD      | UAE Team Emirates UAD |
| --------------------- | -------------------------- | --------------------- |
| Nr.                   | Rytter                     | Placering             |
| 181                   | Alexander Kristoff (NOR)   | DNF                   |
| 182                   | Mikkel Bjerg (DEN)         | DNF                   |
| 183                   | Tom Bohli (SUI)            | DNF                   |
| 184                   | Alessandro Covi (ITA)      | DNF                   |
| 185                   | Vegard Stake Laengen (NOR) | DNF                   |
| 186                   | Marco Marcato (ITA)        | 48.                   |
| 187                   | Sebastián Molano (COL)     | DNF                   |

| Alpecin-Fenix AFC | Alpecin-Fenix AFC       | Alpecin-Fenix AFC |
| ----------------- | ----------------------- | ----------------- |
| Nr.               | Rytter                  | Placering         |
| 191               | Floris De Tier (BEL)    | DNF               |
| 192               | Dries De Bondt (BEL)    | 40.               |
| 193               | Senne Leysen (BEL)      | DNF               |
| 194               | Kristian Sbaragli (ITA) | DNF               |
| 195               | Scott Thwaites (GBR)    | 24.               |
| 196               | Petr Vakoč (CZE)        | 65.               |
| 197               | Otto Vergaerde (BEL)    | DNF               |

| Bingoal-Wallonie Bruxelles WVA | Bingoal-Wallonie Bruxelles WVA | Bingoal-Wallonie Bruxelles WVA |
| ------------------------------ | ------------------------------ | ------------------------------ |
| Nr.                            | Rytter                         | Placering                      |
| 201                            | Eliot Lietaer (BEL)            | DNF                            |
| 202                            | Aksel Nõmmela (EST)            | DNF                            |
| 203                            | Mathijs Paasschens (NED)       | DNF                            |
| 204                            | Ludovic Robeet (BEL)           | DNF                            |
| 205                            | Franklin Six (BEL)             | DNF                            |
| 206                            | Joel Suter (SUI)               | DNF                            |
| 207                            | Lionel Taminiaux (BEL)         | DNF                            |

| Circus-Wanty Gobert CWG | Circus-Wanty Gobert CWG    | Circus-Wanty Gobert CWG |
| ----------------------- | -------------------------- | ----------------------- |
| Nr.                     | Rytter                     | Placering               |
| 211                     | Aimé De Gendt (BEL)        | 19.                     |
| 212                     | Ludwig De Winter (BEL)     | DNF                     |
| 213                     | Yoann Offredo (FRA)        | DNF                     |
| 214                     | Pieter Vanspeybrouck (BEL) | DNF                     |
| 215                     | Boy van Poppel (NED)       | 57.                     |
| 216                     | Danny van Poppel (NED)     | DNF                     |
| 217                     | Loïc Vliegen (BEL)         | DNF                     |

| Sport Vlaanderen-Baloise SVB | Sport Vlaanderen-Baloise SVB | Sport Vlaanderen-Baloise SVB |
| ---------------------------- | ---------------------------- | ---------------------------- |
| Nr.                          | Rytter                       | Placering                    |
| 221                          | Amaury Capiot (BEL)          | 64.                          |
| 222                          | Gilles De Wilde (BEL)        | DNF                          |
| 223                          | Edward Planckaert (BEL)      | 29.                          |
| 224                          | Thomas Sprengers (BEL)       | DNF                          |
| 225                          | Kevin Deltombe (BEL)         | DNF                          |
| 226                          | Cedric Beullens (BEL)        | DNF                          |
| 227                          | Jordi Warlop (BEL)           | 44.                          |

| Arkéa-Samsic ARK | Arkéa-Samsic ARK       | Arkéa-Samsic ARK |
| ---------------- | ---------------------- | ---------------- |
| Nr.              | Rytter                 | Placering        |
| 231              | Benoît Jarrier (FRA)   | DNF              |
| 232              | Daniel McLay (GBR)     | DNF              |
| 233              | Florian Vachon (FRA)   | DNF              |
| 234              | Christophe Noppe (BEL) | 46.              |
| 235              | Clément Russo (FRA)    | DNF              |
| 236              | Connor Swift (GBR)     | 62.              |
| 237              | Bram Welten (NED)      | DNF              |

| Total Direct Énergie TDE | Total Direct Énergie TDE | Total Direct Énergie TDE |
| ------------------------ | ------------------------ | ------------------------ |
| Nr.                      | Rytter                   | Placering                |
| 241                      | Niki Terpstra (NED)      | 33.                      |
| 242                      | Damien Gaudin (FRA)      | DNF                      |
| 243                      | Lorrenzo Manzin (FRA)    | DNF                      |
| 244                      | Adrien Petit (FRA)       | DNF                      |
| 245                      | Geoffrey Soupe (FRA)     | DNF                      |
| 246                      | Anthony Turgis (FRA)     | 25.                      |
| 247                      | Dries Van Gestel (BEL)   | 30.                      |